# تيربسيثي (لاريسا)
تيربسيثي (Τερψιθέα) هي مدينة في لاريسا في مقاطعة فوريا إلادا في اليونان.